# Helen Reichert
Helen Faith Keane Reichert (ur. 11 listopada 1901, zm. 25 września 2011) – Amerykanka polsko-żydowskiego pochodzenia, dyplomowana psycholożka, ekspertka w dziedzinie mody, moderatorka telewizyjna i profesor marketingu na Uniwersytecie Nowojorskim, siostra amerykańskiego finansisty i inwestora, Irvinga Kahna.
Urodziła się 11 listopada 1901 w Lower East Side na Manhattanie jako jedno z czworga dzieci polskich imigrantów żydowskiego pochodzenia.

## Długowieczność
Stała się znana również dzięki długowieczności. Wszystkie z jej czworga rodzeństwa przekroczyło 100 lat. Brat Irving ma 106 lat, Peter 101, siostra Lee zmarła w 2005 w wieku 102 lat. Długowiecznym rodzeństwem zainteresowali się badacze. Pobrano od nich próbki krwi, a gerontolodzy z Bostonu i Nowego Jorku przeprowadzili z nimi kilkugodzinne wywiady na temat ich długowieczności.